# Memorial Getúlio Vargas (Volta Redonda)
O Memorial Getúlio Vargas fica localizado na cidade de Volta Redonda-RJ.

## História
O Memorial foi inaugurado em 26 de dezembro 1992 para abrigar a Biblioteca Pública Municipal Raul de Leoni, a Exposição Permanente Getúlio Vargas e o espaço Memória de Volta Redonda, formando um polo irradiador de Cultura.
Conta com espaços de múltiplos usos, com um grande acervo pessoal e histórico do ex-presidente Getúlio Vargas, incluindo objetos pessoais e de sua residência e material histórico de sua vida política em livros, fitas e cartas.
Aos domingos, o projeto Vila Cultural ocupa o Memorial com roda de choro, bossa nova, samba e música instrumental, com entrada franca. E aos sábados, das 9h às 17h, 58 artesãos mostram seus trabalhos na Feira de Artesanato que acontece no térreo.